# Pseudothaumatomyia
Pseudothaumatomyia är ett släkte av tvåvingar. Pseudothaumatomyia ingår i familjen fritflugor.
Kladogram enligt Catalogue of Life:
| Pseudothaumatomyia | \| \| Pseudothaumatomyia anomala \| \| \| \| \| \| Pseudothaumatomyia macrocera \| \| \| \| |
|                    | \| \| Pseudothaumatomyia anomala \| \| \| \| \| \| Pseudothaumatomyia macrocera \| \| \| \| |
|                    | Pseudothaumatomyia anomala                                                                  |
|                    |                                                                                             |
|                    | Pseudothaumatomyia macrocera                                                                |
|                    |                                                                                             |